# Marquesado de Siete Iglesias

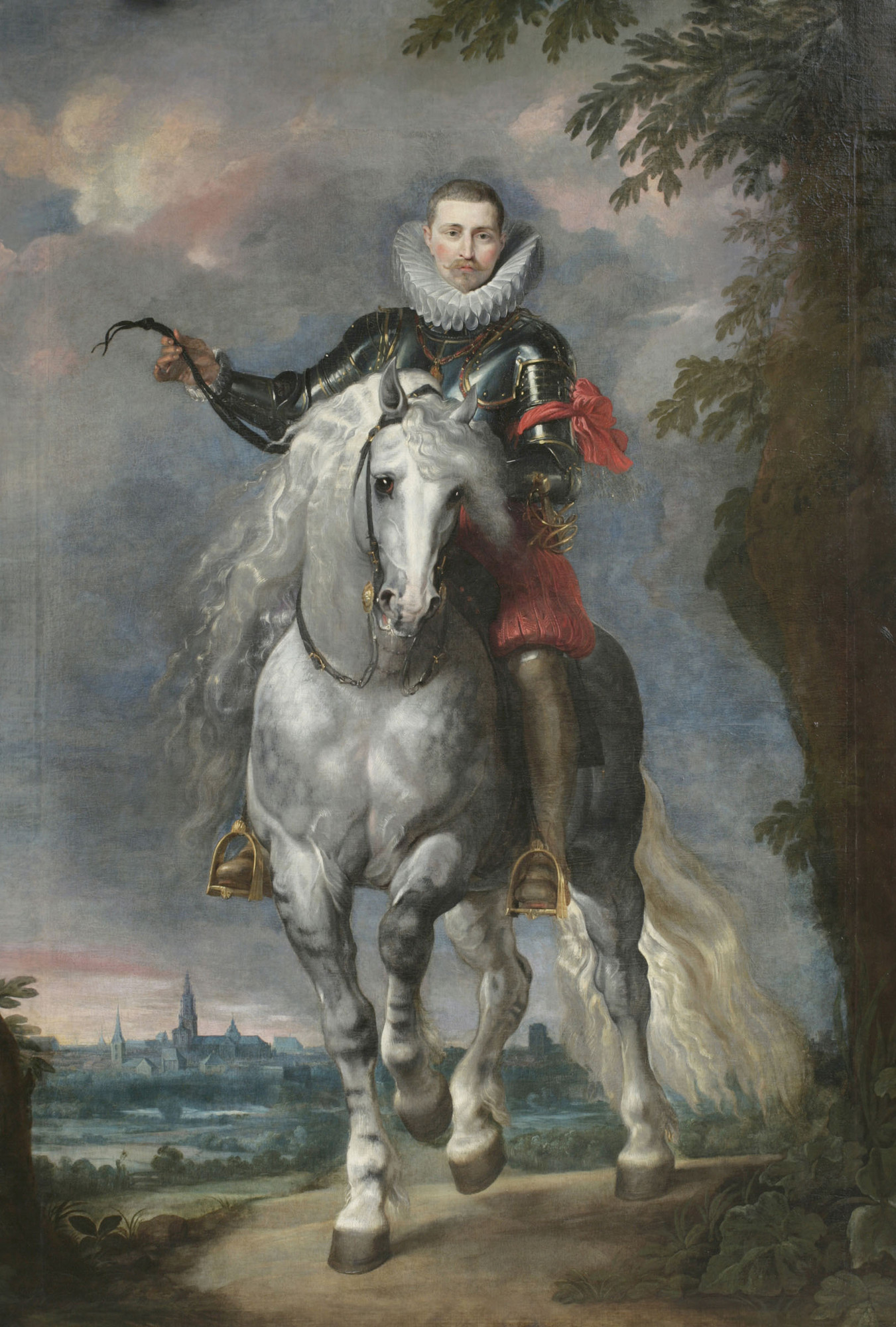
Retrato ecuestre de Rodrigo Calderón de Aranda, I marqués de Siete Iglesias, obra de Peter Paul Rubens hacia 1612, propiedad de la Royal Collection expuesto en el Castillo de Windsor.

El  marquesado de Siete Iglesias es un título nobiliario español que fue concedido por Felipe III de España con fecha de 13 de junio de 1614 a Rodrigo Calderón de Aranda, señor de Siete Iglesias de Trabancos, I conde de la Oliva de Plasencia, secretario de cámara del rey y favorito del duque de Lerma.
El título fue restablecido de nuevo en 1918 a petición de Josefa Montero de Espinosa y Chaves para su hijo Antonio de Vargas-Zúñiga y Montero de Espinosa, descendiente directo del I marqués de Siete Iglesias, que se convirtió en el segundo marqués.
Su denominación hace referencia al municipio de Siete Iglesias de Trabancos, en la actual provincia de Valladolid.

## Marqueses de Siete Iglesias
- Rodrigo Calderón de Aranda (1576-1621), I marqués de Siete Iglesias, I conde de la Oliva de Plasencia.[1]

Restablecido de nuevo en 1918 para:
- Antonio de Vargas-Zúñiga y Montero de Espinosa (Almendralejo, 5 de marzo de 1904-Alcorcón, 25 de junio de 1983), II Marqués de Siete Iglesias, por restablecimiento del título en 1918 durante el reinado de Alfonso XIII.[1] caballero de la Real Maestranza de Caballería de Sevilla, Bailió Gran cruz de justicia de la Sagrada Orden Militar Constantiniana de San Jorge, caballero de la Orden de San Jenaro, cofundador de la Real Asociación de Hidalgos de España, académico de número de la Real Academia de la Historia y presidente de la Real Academia de Extremadura de las Letras y de las Artes.  Era hijo de José de Vargas-Zúñiga Golfín y de Josefa Montero de Espinosa y Chaves.[1]

Casado en primeras nupcias con María del Milagro Sanchiz y Arróspide, y en segundas con Josefina Pignatelli y Maldonado. Le sucedió su hijo del primer matrimonio:
- José Antonio de Vargas-Zúñiga y Sanchiz (1929-2006), III marqués de Siete Iglesias.[2]

Casó con Lourdes Corsini y Muñoz. Le sucedió su hijo:
- José Antonio de Vargas-Zúñiga y Corsini (n. 1960), IV marqués de Siete Iglesias, desde 2007.[3]